# Харнелл, Джо
Джо Ха́рнелл (англ. Joe Harnell; 2 августа 1924, Бронкс, Нью-Йорк — 14 июля 2005, Шерман-Окс, Калифорния) — американский композитор и аранжировщик.

## Биография
Джо Харнелл родился 24 августа 1924 года в Бронксе (Нью-Йорк).
Отец Харнелла играл в водевиле, а также в джазовых и клезмерских ансамблях. Учиться музыке начал в 6 лет, также играл в ансамблях с отцом до 14 лет. Поступил в Университет Майами в начале сороковых, в 1943 году ушёл на службу в ВВС Армии США, где играл в ансамбле Гленна Миллера. После службы в армии уехал в Париж, где учился под руководством Нади Буланже, а после — в Лондоне у Уолтона.
Аккомпанировал таким артистам, как Марлен Дитрих, Морис Шевалье. В 1958—1961 — аккомпаниатор Пегги Ли. В 1962-м попал в автоаварию. После восстановления ему предложили работать в жанре босса-новы. Харнелл — обладатель «Грэмми» за обработку «Fly Me to the Moon».
Работал на телевидении у Майка Дугласа. Автор музыки ко многим фильмам и сериалам, таким как «Невероятный Халк», тема из которого «The Lonely Man» стала суперпопулярной, и «V», за последнюю получил номинацию на «Эмми» (1986).
Харнелл — автор главной темы «Санта-Барбары». Последней его работой в кино стал документальный фильм про Адольфа Эйхмана (2002).
Написал автобиографическую книгу «Точка отсчёта» (2000) в соавторстве с Ирой Скартч.
Харнелл скончался 14 июля 2005 года от сердечной недостаточности. Сын — Джесс Харнелл, актёр озвучивания и певец; внук Джереми — композитор.